# El Arco (ort i Spanien, Kastilien och Leon)
El Arco är en ort i Spanien.   Den ligger i provinsen Provincia de Salamanca och regionen Kastilien och Leon, i den centrala delen av landet, 190 km väster om huvudstaden Madrid. El Arco ligger 781 meter över havet och antalet invånare är 172.
Terrängen runt El Arco är platt. Runt El Arco är det glesbefolkat, med 17 invånare per kvadratkilometer. Närmaste större samhälle är Villamayor, 16,4 km sydost om El Arco. Trakten runt El Arco består till största delen av jordbruksmark.